# Carol V. Robinson
Dame Carol Vivien Robinson DBE (geborene Bradley, * 10. April 1956 in Kent) ist eine britische Chemikerin. Sie war erste weibliche Chemieprofessorin an der Universität Cambridge und ebenfalls danach an der Universität Oxford.

## Leben
Carol Robinson verließ mit 16 Jahren die Schule und wurde Labortechnikerin bei Pfizer in Sandwich, Kent, wobei sie schon mit Massenspektrometrie vertraut wurde. Sie studierte an der Swansea University mit dem Master-Abschluss und wurde 1982 am Churchill College der Universität Cambridge in Chemie promoviert, war als Post-Doktorandin an der University of Bristol und unterbrach dann ihre wissenschaftliche Karriere acht Jahre, um ihre drei Kinder großzuziehen. Danach setzte sie ihre Forschung in Oxford fort und wurde 1999 Titular-Professor in Oxford. 2001 ging sie nach Cambridge als Professorial Fellow am Churchill College. 2009 wurde sie Doctor Lee´s Professor für Chemie in Oxford. Von 2018 bis 2020 war sie Präsidentin der Royal Society of Chemistry (RSC).
Sie wandte Massenspektrometrie als analytisches Hilfsmittel für große Moleküle an und erforschte damit die dreidimensionale Struktur von Proteinen (bis hin zu Viruskapseln und Ribosomen) und Proteinfaltung. Sie zeigte damit, dass die Massenspektrometrie (Elektrospray-Massenspektrometrie in der Gasphase) auch für die Untersuchung großer Proteinkomplexe angewandt werden konnte.
2003 erhielt sie die Biemann Medal der American Society of Mass Spectrometry, im Jahr 2004 den Rosalind Franklin Award. 2004 wurde sie Fellow der Royal Society. 2008 erhielt sie den Christian B. Anfinsen Award, 2010 die Davy-Medaille und 2011 den Preis der Royal Society of Chemistry für Interdisziplinarität und die Aston Medal. 2013 wurde sie als Dame Commander des Order of the British Empire geadelt. Zudem ist sie Ehrendoktor der Universitäten von Kent, York und Bristol. 2017 wurde sie in die National Academy of Sciences gewählt, 2021 in die American Academy of Arts and Sciences und 2023 zum Mitglied der American Philosophical Society. 2018 wurde sie von der American Chemical Society mit dem Frank H. Field and Joe L. Franklin Award for Outstanding Achievment in Mass Spectrometry ausgezeichnet. 2019 erhielt sie die Royal Medal, 2020 die Othmer-Goldmedaille. Für 2022 wurden Robinson der Louis-Jeantet-Preis und die Benjamin Franklin Medal zugesprochen. 2024 wurde sie mit dem Europäischen Erfinderpreis für ihr Lebenswerk ausgezeichnet und erhielt die Van Deenen Medal.